# Mastino II della Scala
Mastino II della Scala fou fill d'Alboí I della Scala. Va néixer el 1308. El 1329 (a la mort de Cangrande I della Scala) el seu germà Albert II della Scala el va associar al govern de la senyoria de Verona. El 1332 fou també senyor de Brèscia (fins al 1337), expulsant al governador de Joan el Cec. El 21 de juny de 1335 fou proclamat senyor de Parma que va exercir fins al 21 de maig de 1341, i el 15 de novembre de 1335 fou proclamat senyor de Lucca que va exercir fins al 4 de setembre de 1341.
Va morir a Verona el 3 de juny de 1351. Es va casar a Verona el 25 de novembre de 1328 amb Taddea da Carrara (filla de Jacopo I da Carrara, senyor de Pàdua) i va deixar tres fills legítims (Cangrande II della Scala, Cansignoro della Scala i Pau Alboí della Scala) i quatre filles (Verde, Beatriu, Caterina i Altaluna). Entre els naturals només cal esmentar a Pere della Scala i Fregnano della Scala.